# Terry Gilliam
Treść tego artykułu może nie być zgodna z zasadami neutralnego punktu widzenia.
Dokładniejsze informacje o tym, co należy poprawić, być może znajdują się w dyskusji tego artykułu.
 Po wyeliminowaniu niedoskonałości należy usunąć szablon [[Szablon:Dopracować|]] z tego artykułu.
Terence Vance „Terry” Gilliam (ur. 22 listopada 1940 w Minneapolis) – amerykańsko-brytyjski scenarzysta, reżyser filmowy, animator, aktor, członek zespołu komediowego Monty Python. Laureat BAFTA Fellowship (2009). Nominowany do Oscara za najlepszy scenariusz oryginalny i Złotego Globu dla najlepszego reżysera. 
Początek kariery Terry’ego Gilliama łączy się z twórczością w Latającym cyrku Monty Pythona, gdzie tworzył krótkie animacje będące kolażem różnego typu dzieł malarskich, fotografii i własnych prostych grafik. Okazjonalnie brał także udział w skeczach Monty Pythona jako aktor. Wraz z członkami Monty Pythona podejmował się także reżyserowania filmów fabularnych.
Później wyreżyserował m.in. filmy: Bandyci czasu (1981), Brazil (1985), Fisher King (1991), 12 małp (1995) oraz Las Vegas Parano (1998). Jako jedyny z grupy Monty Python nie urodził się w Anglii, jednak otrzymał obywatelstwo brytyjskie w 1968.

## Życiorys
Urodził się w Minneapolis w Minnesocie, jako syn Beatrice (z domu Vance) i Jamesa Halla Gilliama, stolarza, który był podróżnym sprzedawcą kawy Folgers. Dzieciństwo spędził w pobliskim Medicine Lake. Jego talent do rysowania został po raz pierwszy zauważony po szkolnej wycieczce do zoo. Cała rodzina przeniosła się do Panorama City w Kalifornii w 1952 z powodu zapalenia płuc siostry Gilliama. W 1958 ukończył Birmingham High School w Van Nuys, gdzie został wybrany przewodniczącym klasy. Podczas studiów odkrył magazyn „Mad”, wydawany przez Harveya Kurtzmana, co wpłynęło na jego późniejszą twórczość. Uczęszczał do Occidental College w Eagle Rock w hrabstwie Los Angeles, początkowo studiując fizykę, później zastępując ją sztukami pięknymi, kończąc jednak politologię w 1962. Współtworzył uczelniany magazyn „Fang” (stał się jego wydawcą) będący hołdem dla Kurtzmana, któremu zresztą wysyłał kopie magazynu. Będąc wciąż w college’u stał się członkiem bractwa Sigma Alpha Epsilon. Po ukończeniu szkoły pracował w agencji reklamowej zanim Kurtzman nie zaoferował mu pracy w magazynie „Help!”.
W 1973 ożenił się z brytyjską charakteryzatorką i projektantką Maggie Weston, która pracowała nad odcinkami Latającego Cyrku Monthy Pythona, w wielu filmach Pythona i produkcjach Gilliama aż do filmu Przygody barona Munchausena (1988).
W 1968 otrzymał obywatelstwo brytyjskie posiadał je wraz z amerykańskim przez następne 38 lat. W styczniu 2006 zrzekł się obywatelstwa amerykańskiego. W wywiadzie dla „Der Tagesspiegel” opisał to jako protest przeciwko prezydentowi George’owi W. Bushowi, a we wcześniejszym wywiadzie dla Onion AV Club, oznajmił, że było to również spowodowane zamiarem odciążenia rodziny z dodatkowej odpowiedzialności podatkowej.
W 2009 wraz z Emilią Fox i Gretą Scacchi wziął udział w akcji Międzynarodowej Unii Ochrony Przyrody - ochrony ryb w wodach europejskich.

## Kariera artystyczna

### Animacja
Terry Gilliam rozpoczął karierę jako animator i rysownik komiksów. W jednym z jego wczesnych opowiadań komiksowych dla Help! wystąpił członek grupy Python, John Cleese. Po upadku Help! wyjechał do Europy, co żartobliwie oznajmił na łamach ostatniego numeru „przenoszę się do europejskiej filii” magazynu, która oczywiście nie istniała. Będąc już w Anglii zaanimował Prosimy nie regulować odbiorników, w którym wystąpili członkowie grupy Monty Python: Eric Idle, Terry Jones i Michael Palin.

### Monty Python
Gilliam uczestniczył w Latającym Cyrku Monty Pythona od momentu jego powstania, początkowo wyłącznie jako animator (w napisach końcowych wymieniany był poza pozostałą piątką), lecz później jako stuprocentowy członek grupy. Jego animacje łączyły skecze w całość oraz definiowały język wizualny grupy. Surrealistyczne animacje Gilliama miały charakterystyczny, chwytliwy styl, miksujący jego własną twórczość, charakteryzującą się miękkim gradientem oraz dziwnymi, okrągłymi kształtami, w otoczeniu ruchomych antycznych wycinanek fotografii, prawdopodobnie z ery wiktoriańskiej.
Poza tworzeniem animacji, występował również w kilku skeczach, rzadko dostając główne role i godząc się na swój mniejszy udział. Jednak ma na swoim koncie wystąpienia w takich rolach, jak Cardinal Fang z Hiszpańskiej Inkwizycji i Krzycząca Królowa w narzucie i masce śpiewająca „Ding dong merrily on high”. Często grał role, których nikt nie chciał przyjąć (głównie z powodu mocnej charakteryzacji lub konieczności noszenia niewygodnych kostiumów) takich, jak powtarzający się rycerz w zbroi, który kończy skecz, wchodząc i uderzając jednego z pozostałych postaci w głowę gumowym kurczakiem i kilka małych ról w filmach takich, jak Patsy w Świętym Graalu (który wyreżyserował z Terrym Jonesem, gdzie odpowiedzialny był za fotografię, a Jones nadzorował wystąpienia aktorów) oraz więźniem w Żywocie Briana.

### Reżyseria
Wraz ze stopniowym zrywaniem z grupą Pythona pomiędzy Żywotem Briana w 1979 i Sensem życia w 1982, Gilliam zaczął zajmować się reżyserią i pisaniem scenariuszy filmowych, opierając to na swoim doświadczeniu wyniesionym z uczestnictwa przy kręceniu Świętego Graala. Gilliam myślał o swoich filmach jako o trylogiach, począwszy od Bandytów czasu w 1981 r. 
Lata 80. to czas kiedy powstała „Trilogy of Imagination” o „dziejach człowieka”: Bandyci czasu (1981), Brazil (1985) i Przygody barona Munchausena (1988). Była to trylogia o „szaleństwie naszego niezdarnie zarządzanego społeczeństwa i pragnieniu ucieczki, nie zważając na żadne przeciwności” (craziness of our awkwardly ordered society and the desire to escape it though whatever means possible). Wszystkie trzy filmy skupiają się na tych zmaganiach i próbach ucieczki dzięki wyobraźni: Bandyci czasu - oczami dziecka, Brazil - oczami trzydziestokilkuletniego mężczyzny, Munchausen - oczami starego człowieka.
W latach 90. wyreżyserował „Trylogy of Americana”. Składają się na nią The Fisher King (1991), 12 małp (1995) i Las Vegas Parano (1998) powstałe na bazie scenariusza innej osoby, odegrane na północnoamerykańskiej ziemi, wciąż będące surrealistycznymi, jednak posiadającymi mniej fantastycznych wątków niż jego poprzednia trylogia.
Zasiadał w jury konkursu głównego na 54. MFF w Cannes (2001).

## Filmografia

### Reżyseria
- 1968: Storytime; animowany krótkometrażowy
- 1974: The Miracle of Flight; animowany krótkometrażowy
- 1975: Monty Python i Święty Graal (Monty Python and the Holy Grail); współreżyseria z Terrym Jonesem
- 1977: Jabberwocky
- 1979: Żywot Briana (Life of Brian); reżyseria sekwencji specjalnych m.in. sekwencja z kosmitami czy scena z trzema królami
- 1981: Bandyci czasu (Time Bandits)
- 1983: Sens życia według Monty Pythona (Monty Python’s The Meaning of Life); reżyseria sekwencji specjalnych m.in. The Crimson Permanent Assurance
- 1985: Brazil
- 1988: Przygody barona Munchausena (The Adventures of Baron Munchausen)
- 1991: Fisher King (The Fisher King)
- 1995: 12 małp (Twelve Monkeys)
- 1999: Las Vegas Parano (Fear and Loathing in Las Vegas)
- 2005: Nieustraszeni bracia Grimm (The Brothers Grimm)
- 2005: Kraina traw (Tideland)
- 2009: Parnassus: Człowiek, który oszukał diabła (The Imaginarium of Doctor Parnassus)
- 2010: The Legend of Hallowdega; krótkometrażowy
- 2011: Świetna Rodzina (The Wholly Family); krótkometrażowy
- 2013: Teoria wszystkiego (The Zero Theorem)
- 2018: Człowiek, który zabił Don Kichota

### Scenariusz
Terry Gilliam był współscenarzystą wszystkich filmów i programów Monty Pythona.
Był także autorem (lub współautorem) scenariuszy następujących filmów:
- 1977: Jabberwocky
- 1981: Bandyci czasu (Time Bandits)
- 1985: Brazil
- 1988: Przygody barona Munchausena (The Adventures of Baron Munchausen)
- 1999: Las Vegas Parano (Fear and Loathing in Las Vegas)
- 2005: Kraina traw (Tideland)
- 2009: Parnassus: Człowiek, który oszukał diabła (The Imaginarium of Doctor Parnassus)
- 2011: Świetna Rodzina (The Wholly Family); krótkometrażowy

### Aktor
Terry Gilliam wystąpił we wszystkich filmach i programach Monty Pythona.
Ponadto zagrał w następujących filmach:
- 1976: Pleasure at Her Majesty's, różne role
- 1977: Jabberwocky, jako Człowiek z kamieniem
- 1985: Brazil, jako Człowiek palący papierosy w Shang-ri La Towers (rola niekredytowana)
- 1985: What is Brazil?, jako on sam
- 1985: Szpiedzy tacy jak my (Spies Like Us), jako dr Imhaus
- 1988: Przygody barona Munchausena (The Adventures of Baron Munchausen), jako Irytujący śpiewak (rola niekredytowana)
- 2002: Zagubiony w La Manchy (Lost in La Mancha), jako on sam
- 2011: Potwór z Nix (The Monster of Nix); (krótkometrażowy), jako ranger

### Animacje
Terry Gilliam był autorem animowanych wstawek do następujących filmów i programów TV:
- 1967: Prosimy nie regulować odbiorników (Do Not Adjust Your Set); serial TV
- 1968: Storytime; animowany krótkometrażowy
- 1968: Mamy sposoby, by was rozśmieszyć (We Have Ways of Making You Laugh); serial TV
- 1969–1974: Latający cyrk Monty Pythona (Monty Python’s Flying Circus); serial TV
- 1970: Krzyk Banshee (Cry of the Banshee); animowana czołówka filmu
- 1971: Monty Python’s Fliegender Zirkus; 2 odcinki
- 1971: A teraz coś z zupełnie innej beczki (And Now for Something Completely Different)
- 1971: The Marty Feldman Comedy Machine; serial TV
- 1974: The Miracle of Flight; animowany krótkometrażowy
- 1975: Monty Python i Święty Graal (Monty Python and the Holy Grail)
- 1979: Żywot Briana (Life of Brian); animowana czołówka filmu
- 1983: Sens życia według Monty Pythona (Monty Python’s The Meaning of Life)
- 1989: Skeczu z papugą nie będzie (Parrot Sketch Not Included); film TV

## Nagrody
- Nagroda BAFTA
  - 2009: Całokształt twórczości:
  - Nagroda Specjalna za animacje: 1969: Latający Cyrk Monty Pythona
- Nagroda na MFF w Berlinie Nagroda Czytelników „Berliner Morgenpost” (3 miejsce): 1995: 12 małp
- Nagroda na MFF w Wenecji Srebrny Lew: 1991: Fisher King